# Matouš ze Šternberka a Holešova
Matouš ze Šternberka a Holešova († před rokem 1473) byl český šlechtic, který pocházel z moravské větve rodu Šternberků. 

## Život
Jeho otcem byl otcem byl Albrecht ze Šternberka a Holešova.  
Matouš měl ještě za otcova života roku 1446 připsanou tvrz Kurovice. Po jeho smrti zdědil i ostatní statky. Roku 1453 získal i druhou polovinu Holešova, ale roku 1457 musel ukončit držení kurovického léna. Matouš se snažil získat zpět i hrad Hoštejn, ale nakonec rezignoval a prodal ho Tunklům z Brníčka. Spravoval své holešovské panství, které se snažil rozšiřovat. Zaplétal se ale i do svárů a rozbrojů a vedl drobné šlechtické války, při kterých obsazoval cizí majetky. Měl konflikty i s uherským králem Matyášem Korvínem, které byly později předzvěstí česko-uherských válek. Za služby dostával finanční odměny od krále Jiřího z Poděbrad, se kterým byl v kontaktu. 
Na Holešově se uvádí Matouš ještě roku 1466. Někdy po roce 1467 však došlo k majetkové výměně s prasynovcem Albrechtem, při které Matouš vyměnil holešovské panství za panství lukovské. V té době už vypukly česko-uherské války a traduje se, že hrad Lukov byl roku 1469 dobyt vojskem Matyáše Korvína za dva dny.  
Matouš zemřel někdy před rokem 1473. Zanechal jediného syna Albrechta. 